# Arcugowo
Arcugowo [pronunciación en polaco: /artsuˈɡɔvɔ/] es un pueblo ubicado en el distrito administrativo de Gmina Niechanowo, dentro del distrito de Gniezno, voivodato de Gran Polonia, en el oeste de Polonia central. Se encuentra aproximadamente a 3 kilómetros al sureste de Niechanowo, a 12 kilómetros al sureste de Gniezno, y a 54 kilómetros al este de la capital regional Poznań.
El pueblo tiene una población de 140 habitantes.